# Giovanni Messe
Giovanni Messe (10. december 1883 – 18. december 1968) var en italiensk general, politiker og feltmarskal (Maresciallo d'Italia). Han anses for at have været den bedste italienske general under 2. Verdenskrig.

## Tidlige år og karriere
Messe blev født i Mesagne i Apulien og indledte sin militære løbebane i 1901. Han kom i kamp under den italienske erobring af Libyen og i 1. Verdenskrig. Under verdenskrigen bidrog han væsentligt til etablering og træning af "Arditi", eliteinfanteri enhederne og med rang af Maggiore var han leder af IX Nono Reparto Arditi som kæmpede i Monte Grappa zonen. Kan kom ud af disse krige med mange æresbevisninger og blev aide-de-camp for kong Victor Emanuel 3. Han beklædte denne post fra 1923 til 1927. I årene indtil 1935 ledede Messe en enhed Bersaglieri og havde rang af oberst.

### Abessinien
I september 1935 overtog Messe kommandoen over en motoriseret brigade i Verona, med rang af brigadegeneral. Efter en vellykket periode med denne enhed i den Anden italiensk-abessinske krig blev Messe forfremmet til generalmajor og han blev chef for en pansret italiensk division. 

## 2. Verdenskrig
I april 1939, efter Italiens invasion af Albanien, blev Messe udpeget til at gøre tjeneste under Albaniens guvernør, general Ubaldo Soddu. 

### Grækenland
Messe ledede et korps under den Græsk-italienske krig i slutningen af 1940 og begyndelsen af 1941 og opnåede nogen succes mod de græske styrker under Alexandros Papagos. Allerede inden vinteren havde sat ind blev de italienske styrker imidlertid tvunget i defensiven, da græske styrker indledte en modoffensiv og trængte ind i dele af det italiensk kontrollerede Albanien. 
Med hjælp fra den tyske Wehrmacht sluttede slaget om Grækenland med en sejr til Aksemagterne i april 1941. 

### Rusland
Under andre omstændigheder kunne den erfaring med kampvognskrig, som Messe besad, måske havde betydet at han havde fået en post sammen med Erwin Rommel i Nordafrika; men i stedet blev han valgt som chef for det "Italienske ekspeditionskorps i Rusland" (Corpo di Spedizione Italiano in Russia, elle CSIR). CSIR var en mobil infanteri og kavalerienhed fra den italienske hær, som tog del i Operation Barbarossa.  Barbarossa var den tyske invasion af Sovjetunionen. 
I starten udgjorde de italienske tropper i det sydlige Rusland omkring 60.000 mand. Messe mente aldrig, at denne styrke var tilstrækkelig udstyret eller forsynet til at kunne klare de ekstreme forhold på den russiske front. I juli 1942 erstattede den langt større "Italienske armé i Rusland" (Armata Italiana in Russia, eller ARMIR) CSIR og general Italo Gariboldi afløste Messe.  Den 1. november 1942 forlod Messe Rusland.
Antallet af italienske tropper i Rusland var vokset til omkring 200.000. Selv om tropperne kæmpede godt vendte krigslykken efter Slaget om Stalingrad og det hermed forbundne nederlag sig imod Aksemagterne. De italienske styrker var blevet alvorligt tilredt under Operation Saturn på flankerne ved Stalingrad mens de forsøgte at holde de sovjetiske styrker tilbage.  

### Tunesien
I slutningen af februar 1943 blev Messe udpeget til ny leder af den "Italiensk-tyske panserarmé" (Deutsch-Italienische Panzerarmee), som tidligere blev ledet af Erwin Rommel. Navnet blev ændret til 1. italienske armé i anerkendelse af at arméen bestod af et tysk og tre italienske korps. Rommel blev forfremmet til at lede den nye Heeresgruppe Afrika.
Messe udkæmpede et defensivt felttog mod de fremtrængende briter og amerikanere og opnåede en defensiv sejr ved Mareth-linjen; men hans fortsatte taktiske forsinkelse af den allierede offensiv kunne ikke forhindre det uundgåelige nederlag for Aksemagterne i Nordafrika. 
Den 12. maj 1943 blev Messe forfremmet til marskal af Italien (Maresciallo d'Italia). Den 13. maj, efter at den tyske 5. panserarmé var brudt sammen, Tunis var blevet erobret og 1. italienske armé, som stadig holdt linjen ved Enfidaville, var blevet omringet overgav han sig til de allierede. 

### Efter våbenstilstanden
Som loyal støtte af kongehuset fik Messe i lighed med mange andre italienske officerer snart ny beskæftigelse, da han efter den italienske våbenstilstand i september 1943 blev udnævnt til stabschef for de italienske styrker på allieret side (Esercito Cobelligerante Italiana), som bestod af de enheder, som var loyale overfor kong Victor Emmanuel, hvoraf mange blev rekrutteret blandt italienske krigsfanger og udstyret af de allierede. Han fungerede med udmærkelse på denne post indtil krigens slutning og tog derefter sin afsked fra militæret efter 44 års fremtrædende tjeneste.

## Senere år
Hans senere liv var ikke begivenhedsløst. Efter krigens slutning skrev han en bog om sine oplevelser med titlen:  Come finì la guerra in Africa. La "Prima Armata" italiana in Tunisia (Hvordan krigen i Afrika sluttet. Første italienske armé i Tunesien). Hans militære popularitet fulgte ham i hans civile liv og fra 1953 til 1955 var Messe valgt til det italienske senat. Han var også præsident for de italienske veteraners organisation, en post han beklædte indtil sin død. Hans liv blev beskrevet i en biografi af Luigi Argentieri med titlen:  Messe--soggetto di un'altra storia (Messe--genstand for en anden historie), som blev udgivet i 1997. 
Giovanni Messe døde den 18. december 1968 i en alder af 85 år. 